# Ronde van Spanje 1946
| Eindklassement      |                       |              |
| Algemeen klassement | Dalmacio Langarica    | 137h 10'38"  |
| Tweede              | Julián Berrendero     | + 17' 32"    |
| Derde               | Jan Lambrichs         | + 23' 54"    |
| Vierde              | Manuel Costa          | + 24' 19"    |
| Vijfde              | Delio Rodríguez       | + 45' 04"    |
| Zesde               | Alejandro Fombellida  | + 46' 09"    |
| Zevende             | Antonio Andrés Sancho | + 1h 00' 10" |
| Achtste             | Emilio Rodríguez      | + 1h 03' 45" |
| Negende             | José Gutiérrez        | + 1h 18' 48" |
| Tiende              | Joao Rebelo           | + 1h 53' 37" |
| Bergklassement      | Emilio Rodríguez      | 39 punten    |
| Tweede              | Dalmacio Langarica    | 35 punten    |
| Derde               | Julián Berrendero     | 14 punten    |

De 6e editie van de Ronde van Spanje werd verreden in 1946 en duurde van 7 mei tot en met 30 mei. Het parcours liep van Madrid naar Madrid over 23 etappes en de eindoverwinning ging naar Dalmacio Langarica.

## Statistieken
- Aantal ritten: 23
- Totale afstand: 3.797 km
- Gemiddelde snelheid: 27,679 km/h
- Aantal deelnemers: 48
- Aantal uitvallers: 19

## Verloop
Waar de Vuelta van 1945 nog een geheel Iberische competitie was met niemand van boven de Pyreneeën, konden dit jaar weer een aantal buitenlandse deelnemers worden begroet: zes Nederlanders en vijf Zwitsers. Nieuw in deze editie was de ploegentijdrit, gewonnen door Nederland. 
Het verloop van deze ronde vertoonde veel overeenkomsten met de vorige; opnieuw pakte een "kleine" renner in een lange ontsnapping in de eerste dagen een bijna niet in te halen voorsprong. De Portugees Manuel Costa had op de zesde dag 22 respectievelijk 24 minuten voorsprong op de favorieten Dalmacio Langarica en Julián Berrendero. 
In de 14e etappe sloeg het noodlot voor Costa toe. Langarica en Costa beklommen gezamenlijk de Urkiola in het gezelschap van de Zwitser Georges Aeschlimann en de Spanjaarden Emilio Rodríguez en Bernardo Ruiz. Costa brak een wiel en nam de fiets van zijn ploegmaat Joaquín Olmos over. Strikt verboden destijds en Costa kreeg 10 strafminuten. Aan de streep in Bilbao verloor hij nog 3'59” op ritwinnaar Langarica en hield nog 1'40” over in het algemeen klassement. In de 16e etappe sloegen Langarica en Emilio Rodríguez toe op de Col de Castillo Pedroso en nam Langarica de leiderstrui over, die hij niet meer af zou staan. 
De onverwachte winnaar van 1945, Delio Rodríguez, moest genoegen nemen met een vijfde plaats, maar voegde weer vijf etappeoverwinningen aan zijn palmares toe tot een totaal van 31.
Voor het eerst betrad een Nederlander het podium in Madrid; Jan Lambrichs behaalde een derde plaats in het eindklassement.

## Belgische en Nederlandse prestaties
In totaal namen er 0 Belgen en 6 Nederlanders deel aan de Vuelta van 1946.

### Belgische etappezeges
In 1946 was er geen Belgische etappezege.

### Nederlandse etappezeges
- Jan Lambrichs won de 5e etappe.
- Nederland won de 9e etappe a (ploegentijdrit).

## Etappe-overzicht
| Etappe | Datum  | Van - naar             | Km                  | Etappewinnaar         | Klassementsleider  |
| ------ | ------ | ---------------------- | ------------------- | --------------------- | ------------------ |
| 1      | 7 mei  | Madrid-Salamanca       | 212                 | Joaquín Olmos         | Joaquín Olmos      |
| 2a     | 8 mei  | Salamanca-Béjar        | 73 (ind. tijdrit)   | Miguel Gual           | Antonio Martín     |
| 2b     | 8 mei  | Béjar-Cáceres          | 141                 | Antonio Andrés Sancho | Dalmacio Langarica |
| 3      | 9 mei  | Cáceres-Badajoz        | 132                 | Ignacio Orbaiceta     | Dalmacio Langarica |
| 4      | 10 mei | Badajoz-Sevilla        | 218                 | Julián Berrendero     | Manuel Costa       |
| 5      | 12 mei | Sevilla-Granada        | 251                 | Jan Lambrichs         | Manuel Costa       |
| 6      | 13 mei | Granada-Baza           | 107                 | Dalmacio Langarica    | Manuel Costa       |
| 7      | 14 mei | Baza-Murcia            | 178                 | Joao Lourenço         | Manuel Costa       |
| 8      | 15 mei | Murcia-Valencia        | 264                 | Alejandro Fombellida  | Manuel Costa       |
| 9a     | 17 mei | Valencia-Castellón     | 67 (ploegentijdrit) | Nederland             | Manuel Costa       |
| 9b     | 17 mei | Castellón-Tortosa      | 123                 | Alejandro Fombellida  | Manuel Costa       |
| 10     | 18 mei | Tortosa-Barcelona      | 215                 | Dalmacio Langarica    | Manuel Costa       |
| 11     | 19 mei | Barcelona-Lérida       | 162                 | Delio Rodríguez       | Manuel Costa       |
| 12     | 20 mei | Lérida-Zaragoza        | 144                 | Delio Rodríguez       | Manuel Costa       |
| 13     | 21 mei | Zaragoza-San Sebastian | 276                 | Delio Rodríguez       | Manuel Costa       |
| 14     | 23 mei | San Sebastian-Bilbao   | 207                 | Dalmacio Langarica    | Manuel Costa       |
| 15     | 24 mei | Bilbao-Santander       | 226                 | Delio Rodríguez       | Manuel Costa       |
| 16     | 25 mei | Santander-Reinosa      | 110                 | Dalmacio Langarica    | Dalmacio Langarica |
| 17     | 26 mei | Reinosa-Gijón          | 204                 | Delio Rodríguez       | Dalmacio Langarica |
| 18a    | 27 mei | Gijón-Oviedo           | 53 (ind. tijdrit)   | Dalmacio Langarica    | Dalmacio Langarica |
| 18b    | 28 mei | Oviedo-León            | 119                 | Julián Berrendero     | Dalmacio Langarica |
| 19     | 29 mei | León-Valladolid        | 134                 | Alejandro Fombellida  | Dalmacio Langarica |
| 20     | 30 mei | Valladolid-Madrid      | 200                 | Julián Berrendero     | Dalmacio Langarica |